# Nawele
Nawele (hawaiano: Nawele o Oʻahu) era un Gran Jefe en antiguo Hawái (Hawaiʻi). 
Él fue el cuarto rey de la isla de Oahu, y el nieto del rey Elepuʻukahonua de Oʻahu.

## Familia
Nawele era el hijo del príncipe llamado Kahokupohakano, quien fue el hijo de Elepuʻukahonua y de su mujer, la reina llamada Hikilena.
La madre del rey Nawele era la esposa de Kahokupohakano, Kaumana II.
Nawele se casó con la mujer llamada Kalanimoeikawaikai (también conocida como Kalanimoewaiku, Kalanamowaiku o Kalanimoeikawaikaʻa).
El único hijo conocido de Nawele y de su mujer fue el rey Lakona de Oahu, el padre del rey Kapaealakona.

## Reinado
Después de la muerte de Elepuʻukahonua, una persona desconocida llegó al trono de Oʻahu, pero después de esta persona, Nawele fue el rey de Oʻahu.
Nawele fue sucedido por su hijo, el rey Lakona.